# Znojmo (nádraží)
Znojmo je železniční stanice nedaleko historického centra okresního města Znojmo v Jihomoravském kraji, jihozápadně od Brna na řece Dyji, poblíž hranic s Rakouskem. Na území města se nachází též železniční stanice Znojmo-Nový Šaldorf na trati Znojmo–Retz a Znojmo nemocnice na trati Znojmo–Okříšky.

## Současný provoz
V GVD 2019/2020 zde pravidelný provoz osobních vlaků zajišťovaly České dráhy, a to na tratích Znojmo–Okříšky, Znojmo–Břeclav a Znojmo–Retz. Je zde nákladní i osobní doprava, přičemž osobní dopravu zde tvoří osobní a spěšné vlaky. Spěšné vlaky jsou vedeny do Jihlavy či Havlíčkova Brodu a nesou název podle nejvýznamnějších jihomoravských vín, např. Sauvignon, Veltlínské zelené, Ryzlink rýnský a navazují na rychlíky Vysočina do Prahy. V letní sezóně jsou spěšné vlaky vedeny i po trati Znojmo–Břeclav jako Sp Pálava-Podyjí, které jsou určeny především pro cyklisty.[zdroj?]

## Historie

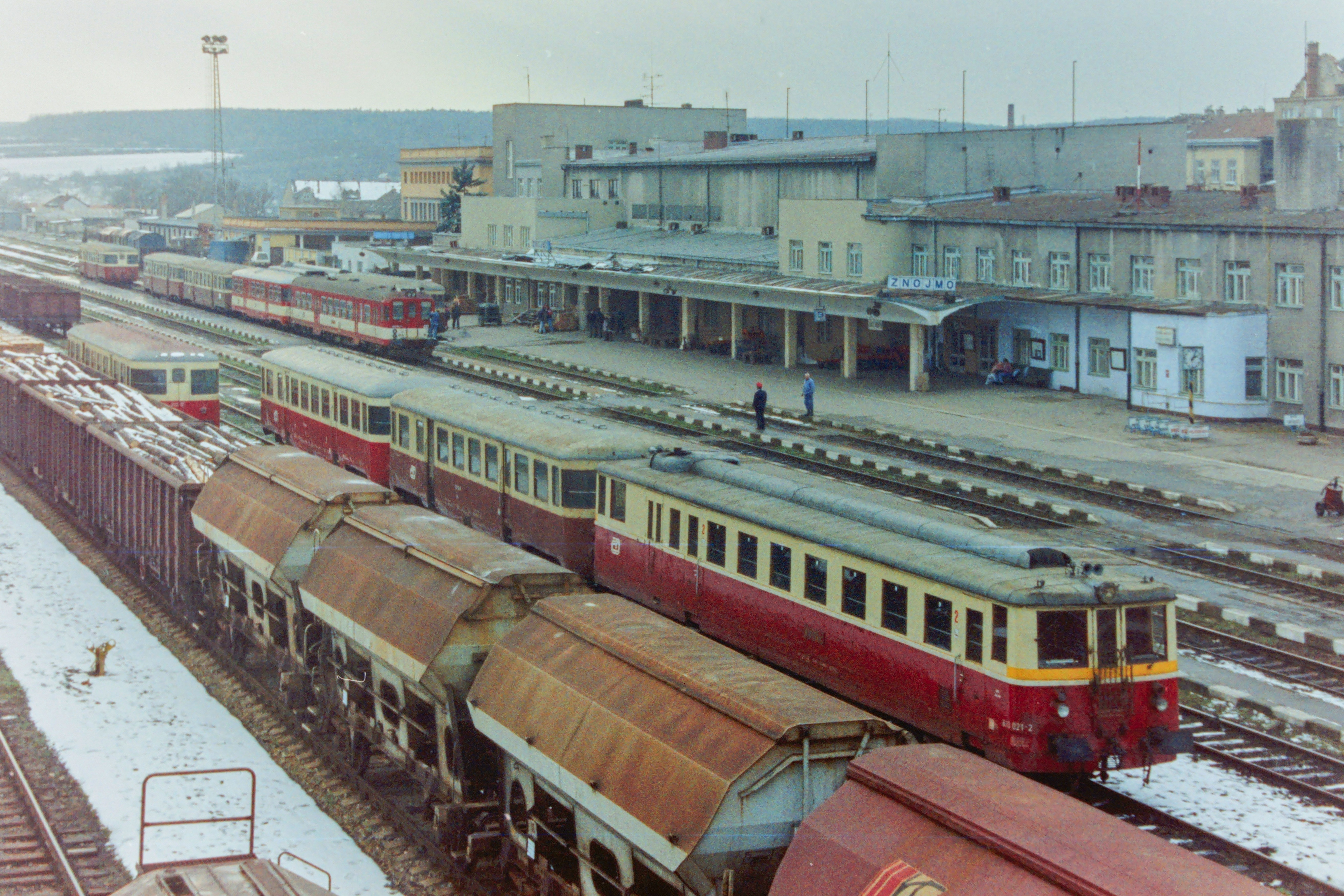
Stanice v roce 1996

První stavba železniční stanice ve Znojmě vznikla roku 1870 jako součást dráhy do Hrušovan nad Jevišovkou propojující region s Brnem; byla v majetku Rakouské společnosti státní dráhy. Přes odbočku v Hrušovanech, Hevlín a Laa an der Thaya pak projížděly spoje ve směru na Vídeň.
Druhé znojemské nádraží bylo vyprojektováno jako rozměrná stanice I. třídy podle návrhu architekta traťových budov Rakouské severozápadní dráhy Carla Schlimpa, která se tak stala první velkou stanicí na území zemí Koruny české na hlavní a nejkratší železniční spojnici mezi Vídní a Berlínem. Stavba započala na sklonku roku 1869, 29. dubna 1871 dorazil do stanice první vlak z Jihlavy. Areál téměř bezprostředně navazuje na Znojemský viadukt překonávající široké údolí Dyje. Znojmo tak bylo po tehdejší rakouské železniční síti vzdáleno od Českých Budějovic jen 173 kilometrů.[zdroj?]
Na konci druhé světové války v květnu 1945 byly nádražní budovy s kolejištěm a několika přilehlými železničními stavbami téměř zničeny při spojeneckém bombardování a v letech 1949-1951 vyrostla na místě bývalé budovy Rakouské severozápadní dráhy nová a kapacitně prostornější pozdně funkcionalistická budova podle projektu pražského architekta Pavla Moravce.[zdroj?]

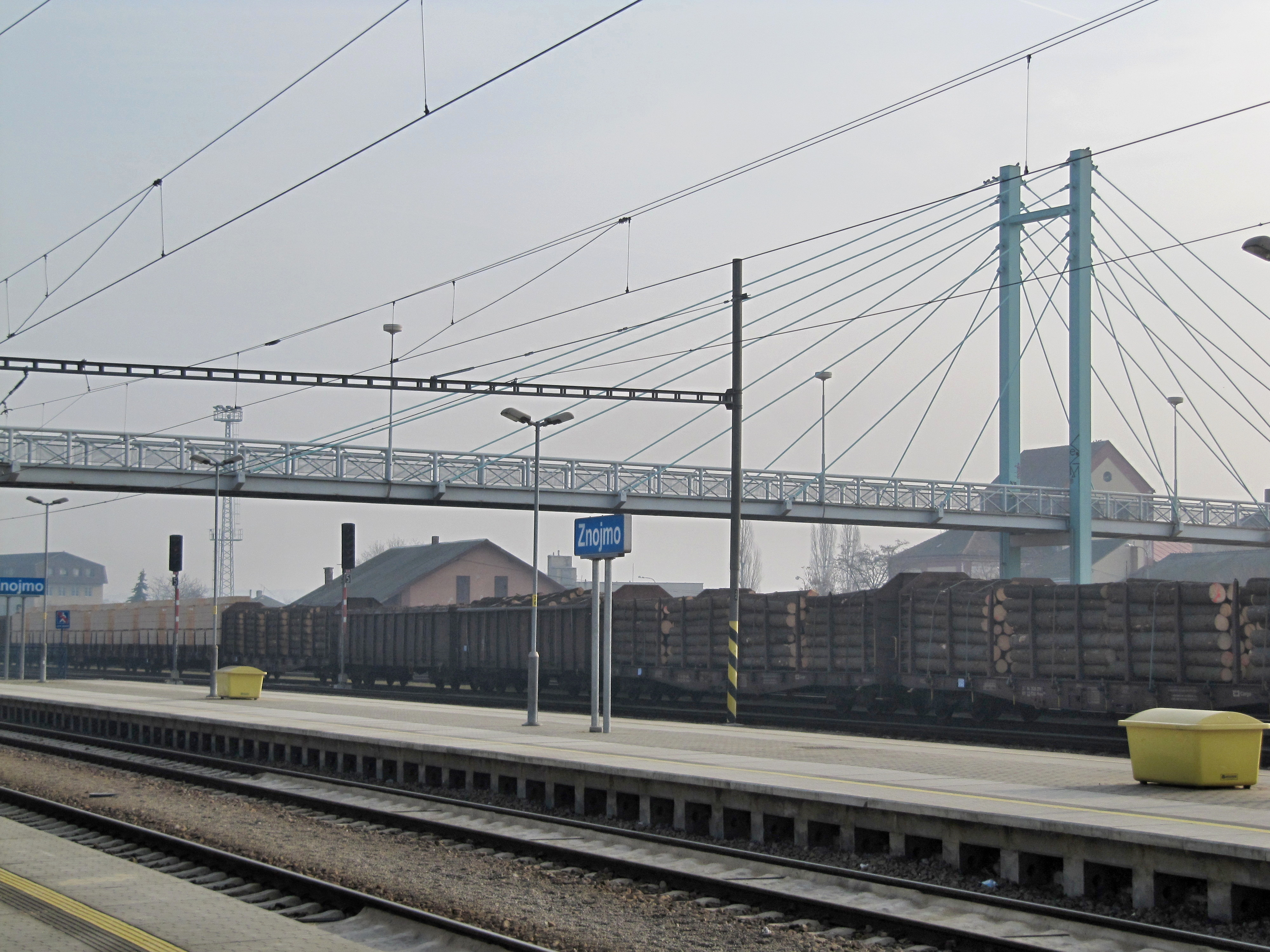
Lávka přes kolejiště

Přeshraniční spoje byly obnoveny až po pádu železné opony po roce 1989. Do stanice je z rakouské strany od roku 2009 dovedeno elektrické trakční vedení o napětí 15 kV 16,7 Hz, pro českou železniční síť atypické.[zdroj?]
V roce 2019 prošla nádražní budova rekonstrukcí a od GVD 2019/2020 je v provozu pouze jedna pokladní přepážka.[zdroj?]
V prosinci 2024 byly zrušeny veškeré služby ČD (pokladní přepážka i úschovna zavazadel) a jízdní doklady v omezeném sortimentu zde prodává Kontaktní centrum IDS JMK.[ve zdroji nenalezeno]